# Cornillé-les-Caves

Cornillé-les-Caves este o comună în departamentul Maine-et-Loire, Franța. În 2009 avea o populație de 428 de locuitori.